# Christian Heinrich Friedrich Peters
Christian Heinrich Friedrich Peters fou un astrònom alemany.
Va néixer el 19 de setembre de 1813 a Koldenbüttel, Schleswig-Holstein (en el nord d'Alemanya). Va estudiar astronomia i matemàtiques a la universitat de Berlín amb l'astrònom Johann Franz Encke (descobridor del cometa que porta el seu nom) i va ser assistent de Carl Friedrich Gauss a Göttingen.
L'any 1838 es va traslladar a Sicília per dedicar-se a treballs geodèsics i va ser nomenat director del departament d'aquell país, però l'any 1848 va ser bandejat per simpatitzar amb els revoltats sicilians, unint-se a aquests i prenent part en els combats amb el grau de major. Després de la presa de Palerm va fugir a França per passar després a Constantinoble. L'any 1854 es va traslladar als Estats Units. Va treballar a l'observatori de la universitat Harvard i a l'observatori Dudley a Albany (Nova York) i l'any 1858 va ser nomenat director de l'observatori Litchfield, a Clinton.
Peters va ser un astrònom famós perquè des de 1861 fins a 1889 va descobrir 48 asteroides (com el (72) Feronia, i el (145) Adeona), i perquè va generar excel·lents cartes estel·lars.
Va morir el 18 de juliol de 1890 a Utica.
L'asteroide 100007 Peters fou nomenat així en la seva memòria.

## LLista dels cossos menors descoberts per C.H.P. Peters
Cossos menors descoberts:
| - 72 Feronia - 75 Eurydike - 77 Frigga - 85 Io - 88 Thisbe - 92 Undina - 98 Ianthe - 102 Miriam - 109 Felicitas - 111 Ate - 112 Iphigenia - 114 Kassandra | - 116 Sirona - 122 Gerda - 123 Brunhild - 124 Alkeste - 129 Antigone - 130 Elektra - 131 Vala - 135 Hertha - 144 Vibilia - 145 Adeona - 160 Una - 165 Loreley | - 166 Rhodope - 167 Urda - 176 Iduna - 185 Eunike - 188 Menippe - 189 Phthia - 190 Ismene - 191 Kolga - 194 Prokne - 196 Philomela - 199 Byblis - 200 Dynamene | - 202 Chryseïs - 203 Pompeja - 206 Hersilia - 209 Dido - 213 Lilaea - 234 Barbara - 249 Ilse - 259 Aletheia - 261 Prymno - 264 Libussa - 270 Anahita - 287 Nephthys |